# لاین کانتری سافاری

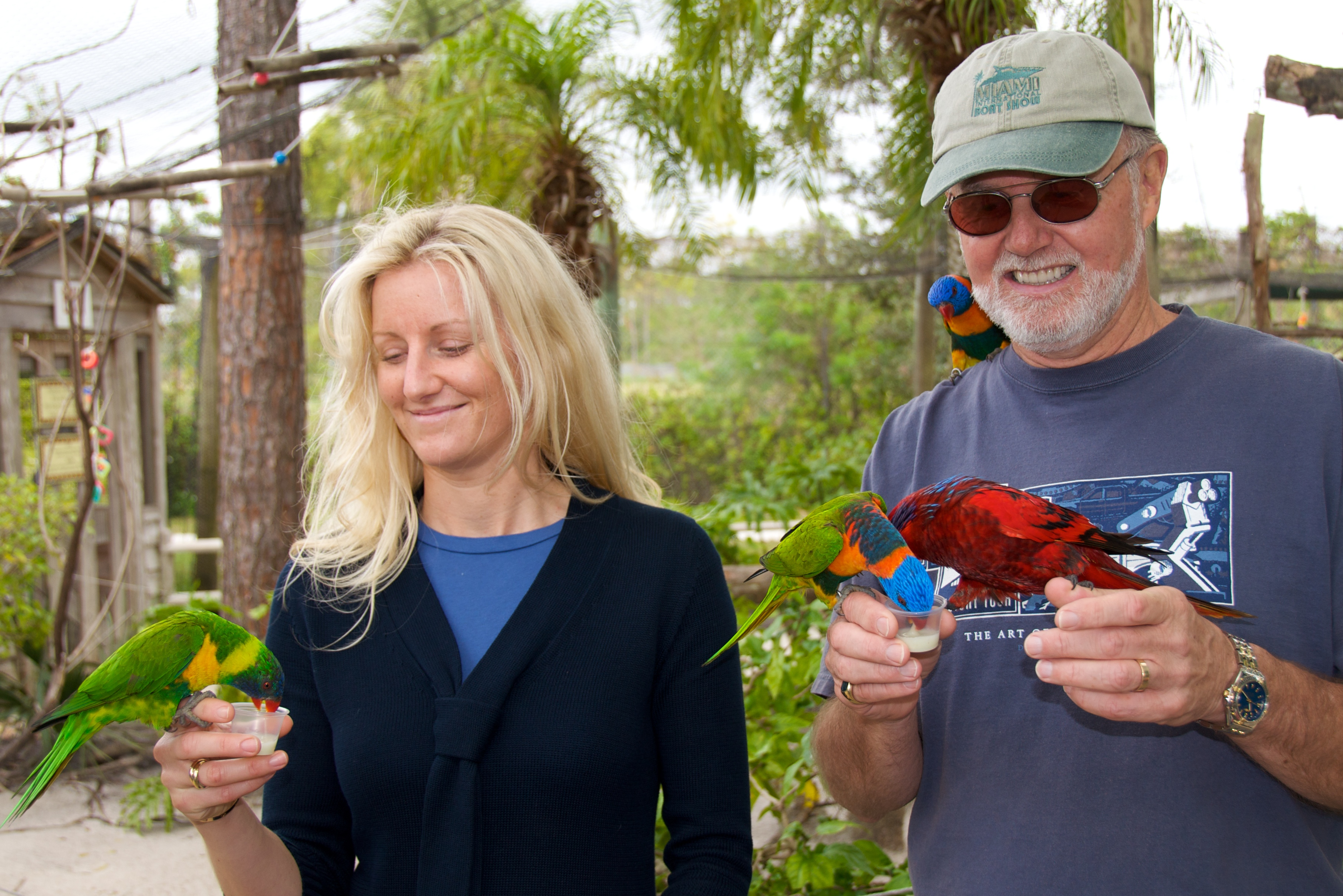

لاین کانتری سافاری (به انگلیسی: Lion Country Safari) تأسیس ۱۹۶۷، نام یکی از باغ وحش‌های معروف ایالات متحده آمریکا است و در شهر وست پالم بیچ، فلوریدا قرار دارد.
از این باغ وحش با خودرو (به شیوه سافاری) دیدن می‌کنند، و در میان ۱۰ باغ وحش برتر آمریکا قرار دارد.